# 木佬人
木佬人（木佬语自称“嘎沃”，国际音标：：/qɑ24 ɣo53/；“木佬”为当地汉语他称）是中國西南的一支少數民族。中华人民共和国成立后，一直定为“未识别民族”，期间有些人虚填为苗族或布依族。直到1993年，贵州省人民政府才批复认定贵州的木佬人为仫佬族。
木佬人的本族语言木佬语更接近贵州仡佬族的仡佬语，与其同属仡央语群，与广西仫佬族属于侗水语支的仫佬语差别较大。贵州的木佬人接受“仫佬族”的称呼是改字不改音，只是接受历史上与仫佬族有一个近音的民族他称的事实。历史上有过“木老”、“木佬”、“木僚”、“狇狫”、“狇獠”、“狇狫苗”等称呼。
據歷史文獻，過去貴州省的西部如水城、大方等地也有木佬人的分佈。如今木佬人居住在貴州東南的麻江、黃平、福泉、都勻、凱裡等地，人口有3萬多。

## 語言
有本民族語言木佬語，是侗台語系仡央语族的一種語言，最近瀕危語言調查顯示，一说使用人數只有百人，一說只有麻江境內的1名年過九十的老人會說 。

## 生活
以從事農耕與畜牧為主。解放前經濟文化落後，目前已獲得較大改善。

## 歷史
木佬人分佈範圍唐朝史書記載的仡佬族範圍多有重合，是這些地方最早的開拓者。如黔東南苗族侗族自治州首府凱里市，是苗語的音譯，意思就是“木佬人的田地”。